# Leonurus
Leonurus (cola de león) es un género de plantas con flores de la familia Lamiaceae.
L. japonicus es una de las 50 hierbas fundamentales de la medicina tradicional china. Es conocida como yìmǔcǎo (益母草) en China.

## Especies
| - Leonurus aconitifolius - Leonurus africanus - Leonurus alpinus - Leonurus altaicus - Leonurus altissimus - Leonurus ambigium - Leonurus artemisia - Leonurus bungeanus - Leonurus campestris - Leonurus canescens - Leonurus capitatus - Leonurus cardiaca - Leonurus chaituroides - Leonurus comosus - Leonurus condensatus - Leonurus cordifolius - Leonurus crispus - Leonurus cuneifolius - Leonurus deminutus - Leonurus discolor - Leonurus dschungaricus - Leonurus eriophorus - Leonurus eriostachys - Leonurus farinosus - Leonurus galeobdolon - Leonurus germanica - Leonurus glabra - Leonurus glabriflorus - Leonurus glaucescens - Leonurus globosus - Leonurus grandiflorus - Leonurus illyricus - Leonurus incanus - Leonurus indicus - Leonurus intermedius - Leonurus japonicus - Leonurus javanicus - Leonurus kudrjaschevii - Leonurus kuprijanoviae | - Leonurus lacerus - Leonurus lanatus - Leonurus macranthus - Leonurus malebaricus - Leonurus manshuricus - Leonurus marrubiastrum - Leonurus marrubifolius - Leonurus membranifolius - Leonurus mexicanus - Leonurus mollis - Leonurus mongolicus - Leonurus multifidus - Leonurus neglectus - Leonurus nepetaefolius - Leonurus nuristanicus - Leonurus oblongifolius - Leonurus occidentalis - Leonurus oreades - Leonurus panzerioides - Leonurus parviflorus - Leonurus persicus - Leonurus pseudo - Leonurus pseudopanzerioides - Leonurus pubescens - Leonurus quinquelobatus - Leonurus reticulatus - Leonurus royleanus - Leonurus ruderalis - Leonurus sibiricus - Leonurus superbus - Leonurus supinus - Leonurus tataricus - Leonurus tibeticus - Leonurus trilobatus - Leonurus tuberiferus - Leonurus turkestanicus - Leonurus urticifolius - Leonurus villosissimus - Leonurus villosus - Leonurus wutaishanicus |